# Patrick Flueger
Patrick John Flueger, född 10 december 1983 i Red Wing i Minnesota, är en amerikansk skådespelare som är känd för rollen som Shawn Farrell i TV-serien The 4400. 

## Biografi
Flueger föddes som det äldsta av tre barn i staden Red Wing i delstaten Minnesota. Han gick på Red Wing High School och tog examen 2002. Fluegers första betydelsefulla roll var i Disney-filmen En prinsessas dagbok. Därefter följde flera TV-framträdanden, inklusive På heder och samvete, Law & Order: Special Victims Unit och CSI: Miami. Han fick sedan rollen som Shawn Farrell i USA Network-serien The 4400. Medan han fortfarande arbetade med The 4400 fick Flueger rollen som Rusty i filmen Citronträd och motorolja, med Anthony Hopkins i huvudrollen. I Citronträd och motorolja spelade Flueger tillsammans med Antony Starr. Han är tänkt att dyka upp i flera andra filmroller, inklusive Blowtorch Films You Are Here, The Job baserat på Shem Bitterman-pjäsen och Chris Moores Kill Theory.
Flueger spelar även rollen som Adam Ruzek i TV-serien Chicago P.D. och Chuck Cranston i 2011 års remake av filmen Footloose från 1984.